# Felix Alexa
Felix Alexa (n. 18 noiembrie 1967, București) este un regizor român de teatru.

## Biografie
A absolvit Institutul de Teatru (UNATC) în 1991, la clasa profesor Cătălina Buzoianu. În perioada 1991-1992, a lucrat ca asistent de regie, cu Peter Brook, la Bouffes du Nord, Paris. Începând cu anul 1993, predă la UNATC, la departamentul „Regie Teatru”. A montat peste cincizeci de spectacole în România, Croația și Coreea de Sud.
Pe 28 noiembrie 2022, Rise Project publică un articol în care regizorul și profesorul Felix Alexa este acuzat de abuz și hărțuire sexuală. În urma presiunii publice, regizorul se autosuspendă din funcția de membru supleant a Senatului UNITER. Pe 8 decembrie 2022, se publică o scrisoare de solidaritate, semnată de 84 de profesori, cercetători și doctoranzi din cadrul UNATC, care condamnă public abuzurile si recunosc consecințele nesancționării faptelor de abuz. Pe 21 decembrie 2022, Comisia de Etică a  facultății decide clasarea investigației demarate în urma articolului. Singura victimă a cărei nume a fost făcut public nu este audiată. Alexa revine în Senat ca membru supleant, dar și la catedra UNATC.

## Piese de teatru regizate
Teatrul Național „Ion Luca Caragiale" București
- Crima din strada Lourcine de Eugène Labiche, 2017
- Terorism de frații Presniakov, 2015
- Butoiul cu pulbere de Dejan Dukovski, 2014
- Revizorul de Nikolai Vasilievici Gogol, 2013
- Livada de vișini de A.P. Cehov, 2010
- Sinucigașul de Nikolai Erdman, 2009
- Neînțelegerea de Albert Camus, 2006
- Gândirea de Leonid Andreev, 2005
- Visul unei nopți de vară de Shakespeare, 2003
- O noapte furtunoasă de I.L.Caragiale, 2002
- Nunta lui Krecinski de Aleksandr Suhovo-Kobîlin, 2000
- Paracliserul de Marin Sorescu, 1997
- Casa Bernardei Alba de Federico García Lorca, 1994
- Roberto Zucco de Bernard-Marie Koltès, 1994
- Vrăjitoarele din Salem de Arthur Miller, 1991
- Jocul dragostei și al întâmplării de Pierre de Marivaux

Teatrul Bulandra, București
- Vizita bătrânei doamne de Friedrich Dürrenmatt
- Scaunele de Eugene Ionesco
- Moartea unui comis voiajor de Arthur Miller
- Meșteșugul vieții de Hanoch Levin, 2011

Teatrul Metropolis
- Lecția de violoncel de Mona Radu, 2013
- Spitalul comunal de Hristo Boicev, 2012
- În rolul victimei de Vladimir și Oleg Presniakov

Teatrul Odeon, București
- Misterul Sebastian de Stelian Tănase, 2011
- Chip de foc de Marius von Mayenburg

Teatrul Mic, București
- Conu Leonida față cu Reacțiunea de I.L. Caragiale
- Zoo Story de Edward Albee

Teatrul Nottara, București
- Leonce și Lena de Georg Büchner, 2004
- Hora iubirilor de Arthur Schnitzler, 2002

## Premii
- Premiul Criticii pentru Opera Prima - „Pe cheiul de Vest", Studioul Casandra
- Premiul Criticii, Gala UNITER - „Nunta lui Krecinski", Teatrul Național „I.L.Caragiale", București
- Premiul pentru cel mai bun spectacol de comedie, Festivalul de Comedie de la Galați - „Nunta lui Krecinski, Teatrul Național „I.L.Caragiale", București
- Premiul pentru cel mai bun spectacol și Premiul pentru cel mai bun regizor, Festivalul de Teatru Contemporan, Brașov - „Filumena Marturano", Teatrul „Sică Alexandrescu", Brașov
- Premiul Ministerului Culturii, Premiul pentru cel mai bun regizor - „Jocul dragostei și al întâmplării", Teatrul Național „I.L.Caragiale", București
- Premiul pentru cel mai bun spectacol, Festivalul de Comedie de la Galați - „Jocul dragostei și al întâmplării", Teatrul Național „I.L.Caragiale", București
- Premiul Criticii AICT, pentru cel mai bun spectacol din „Anul Caragiale" - „O noapte furtunoasă", Teatrul Național „I.L.Caragiale", București;
- Premiul Ministerului Culturii pentru cel mai bun spectacol - „Visul unei nopti de vară", la Teatrul Național „I.L.Caragiale", București
- Premiul pentru cel mai bun spectacol, Festivalul de Dramaturgie Contemporană de la Brașov - „Jocul regilor", Teatrul Evreiesc de Stat

## Distincții
- Cavaler al Ordinului "Meritul Cultural" (2004)[5]